# Slag bij Himera (409 v.Chr.)
De Tweede Slag bij Himera was een veldslag in 409 v.Chr. nabij de stad Himera op Sicilië tussen de Carthagers onder bevel van Hannibal Mago en de Ionische Grieken van Himera, geholpen door een leger en vloot van Syracuse. Hannibal had eerder de stad Selinous geplunderd en vernietigd na het beleg van Selinous. Na de overwinning bij Himera vernietigde Hannibal ook Himera; de stad werd nooit herbouwd.

## Achtergrond
Na de vernietigende nederlaag van de Carthagers in 480 v.Chr. tijdens de Eerste Siciliaanse Oorlog hielden de Carthagers zich meer dan 70 jaar afzijdig op Sicilië. Nadat de Griekse steden Segesta en Selinous slaags waren geraakt, riep Segesta Carthago ter hulp. Carthago zond een expeditieleger onder leiding van Hannibal Mago en vernietigde Selinous en alle Siciliaanse Grieken werden bedreigd door deze Fenicische kolonie. Syracuse, de sterkste Griekse stad van de steden op Sicilië en een bondgenoot van Sparta, was dus te druk bezig om Sparta steun te bieden tijdens de Peloponnesische Oorlog en gaf weinig aandacht aan deze bedreiging.

## Verloop
De missie van Hannibal was voltooid door de vernietiging van Selinous, maar hij wilde de beschamende nederlaag van 480 v.Chr. bij Himera wreken en trok op naar deze stad. De Carthagers vielen Himera onmiddellijk aan in plaats van de stad uit te hongeren. Ze gebruikten hierbij belegeringstorens en stormrammen, maar de muren konden deze aanval weerstaan en er werden geen doorbraken in de muren gemaakt. Hannibal liet de muren ondermijnen en kon ze zo laten instorten. De Carthaagse infanterie viel aan door dit gat in de muur, maar de verdedigers konden hen terugdringen en begonnen daarna hun muren te herstellen.
Enige tijd na deze gebeurtenis kwam de Syracusaanse generaal Diocles aan met 3.000 Syracusaanse hoplieten, 1.000 soldaten van Akragas en nog eens 1.000 huurlingen. Hierdoor kwam het volledige aantal verdedigers op 15.000 man. De Grieken deden een verrassingsaanval op het Punische kamp. De Grieken zaaiden grote verwarring, waardoor de Carthagers zowel de Grieken als elkaar begonnen te bevechten. De Carthagers sloegen op de vlucht nadat ze ongeveer 6.000 gesneuvelden in hun gelederen telden. Hierop achtervolgden de Grieken de vluchtende soldaten. Op dit moment lanceerde Hannibal een tegenaanval met het leger dat hij als reserve hield in het andere kamp. Hij joeg de Grieken op de vlucht en jaagde hen terug de stad in. Hierdoor verloren 3.000 Grieken hun leven.
De hoofdvloot van Syracuse was niet in de omgeving van Sicilië, maar 25 triremen kwamen aan in Himera na deze slag. Omdat de Carthaagse vloot bij Motya was, gaf hun aankomst de Grieken de controle op zee. Hannibal verspreidde het valse gerucht dat het Punische leger Syracuse zou aanvallen, op het moment dat het leger van Syracuse op weg naar Himera was, en zo hun stad dus onbewaakt hadden achtergelaten. Dit overtuigde de Syracusanen om Himera te verlaten om zo hun moederstad te verdedigen. Himera had weinig kans om de Carthagers te weerstaan op eigen houtje. De inwoners beslisten daarom om de stad te verlaten. Diocles marcheerde 's nachts de stad uit met de helft van de mannen van de stad en zijn volledige leger, terwijl de schepen de vrouwen en kinderen moesten evacueren. De Carthagers hervatten hun aanvallen de volgende dag. De stad kon het nog een dag langer uithouden. Net op het moment dat de terugkerende Syracusaanse vloot in het zicht van de stad was, braken de Carthagers door de muren en werden de Grieken overweldigd door het veel grotere aantal vijanden.

## Wraakacties
Hannibal offerde 3.000 Griekse gevangenen op de plaats waar Hamilcar, zijn grootvader en de leider van de expeditie van 480 v.Chr., was gesneuveld. De stad Himera werd volledig vernietigd. Alle tempels werden met de grond gelijkgemaakt, en de vrouwen en kinderen werden tot slaaf gemaakt. De oorlogsbuit werd verdeeld onder zijn troepen. De Italiaanse huurlingen, die het grootste deel van de aanval hadden geleid, klaagden dat ze werden benadeeld door hun leider en dat hun betaling niet voldoende was. Ze werden onmiddellijk ontslagen. Ironisch genoeg namen ze later dienst bij de Grieken.

## Gevolgen
Hannibal viel Akragas of Syracuse niet aan, hoewel deze steden verantwoordelijk waren voor de vernedering van de eerste expeditie. Hij liet troepen achter op het Carthaagse grondgebied in Sicilië en keerde met zijn vloot terug naar Carthago, waar hij als een held werd ontvangen. Himera werd nooit meer heropgebouwd. De overlevenden van de stad bouwden dichtbij een nieuwe stad genaamd Thermae.
Het Griekse antwoord op de vernietiging van Himera was mild. Syracuse koos ervoor om haar vloot uit te breiden en Akragas deed hetzelfde met haar leger, maar er werd geen actie ondernomen tegen Carthago.